# Barraca XIX (Aiguamúrcia)
La Barraca XIX és una obra d'Aiguamúrcia (Alt Camp) inclosa a l'Inventari del Patrimoni Arquitectònic de Catalunya.

## Descripció
És una barraca de planta rectangular, associada al marge per la seva part posterior. Coberta de pedruscall, cornisa horitzontal amb una filada de pedres col·locades al rastell. Portal dovellat, orientat al SSO. A la seva esquerra hi veurem una escaleta per accedir a la coberta.
La seva planta interior és semicircular i amida: fondària 2'61m, amplada 2'84m. Està coberta amb una falsa cúpula, amb una alçada màxima de 2'80m. Com a elements funcionals, presenta una menjadora i un cocó.